# Dorfkirche Frauenmark

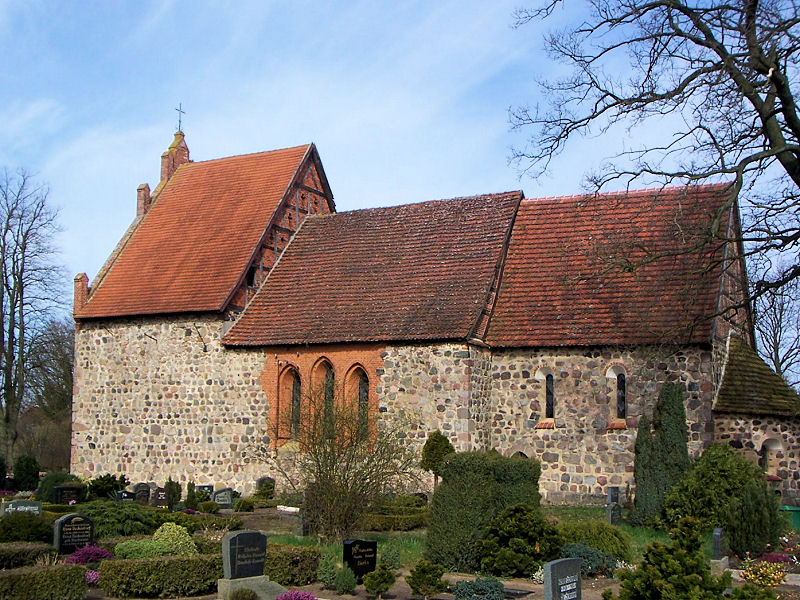
Die Kirche von Südosten

Die Dorfkirche Frauenmark ist eine Kirche der Evangelisch-lutherischen Kirchgemeinde Klinken im Landkreis Ludwigslust-Parchim. Die Gemeinde gehört zur Propstei Parchim im Kirchenkreis Mecklenburg der Evangelisch-Lutherischen Kirche in Norddeutschland (Nordkirche).

## Geschichte
Die um 1230 gegründete Kirche ist eine der ältesten Kirchen Mecklenburgs, denn im frühen 13. Jahrhundert begann der steinerne Kirchenbau. Als Stifter der Kirche und vermutlich auch als Gründer des Dorfes Frauenmark bei Crivitz wird in einer urkundlichen Nachricht von 1312 Hermen von Dargun genannt. Sein Vater, Eilbertus von Dargun, war ein Vasall der deutschen Grafen von Ratzeburg und wurde um 1200 zum Lokator der Hauptburg Gadebusch berufen und in den Adelsstand erhoben. Am 13. Februar 1264 „bestätigt der Bischof Hermann I. von Schwerin dem Kloster in Rhün das Patronat der Kirche zu Frauenmark, welches dem Kloster von dem Grafen Gunzelin von Schwerin geschenkt wurde.“ Auf Vorschlag des Klosters Rühn wurde Hermann Köppen am 1. Februar 1397 vom Papst Bonifaz als Pfarrer in Frauenmark eingesetzt und am 6. Juli 1429 von Schweriner Domkapitel zum Bischof des Bistums Schwerin gewählt.

## Baubeschreibung
Mitten im Dorf, auf einer kleinen Anhöhe erhebt sich die spätromanische Feldsteinkirche.

### Äußeres

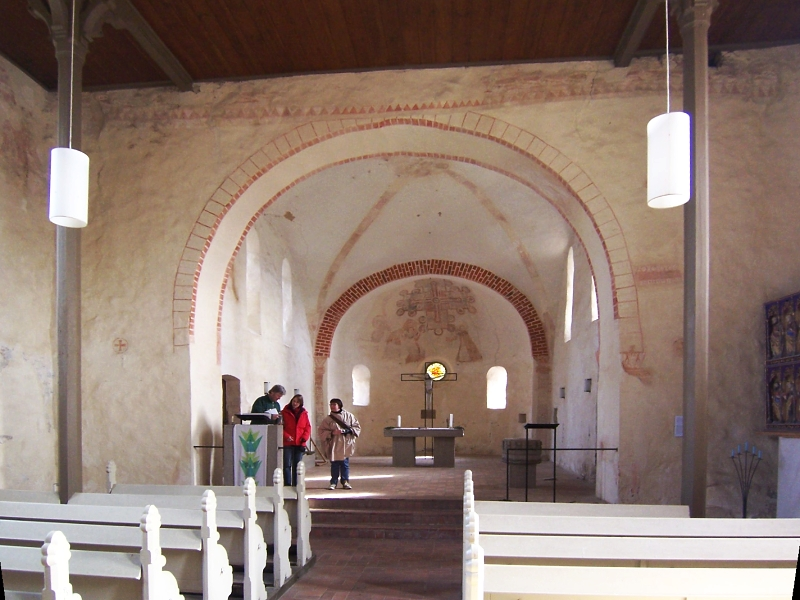
Blick auf den Chor und die Apsis

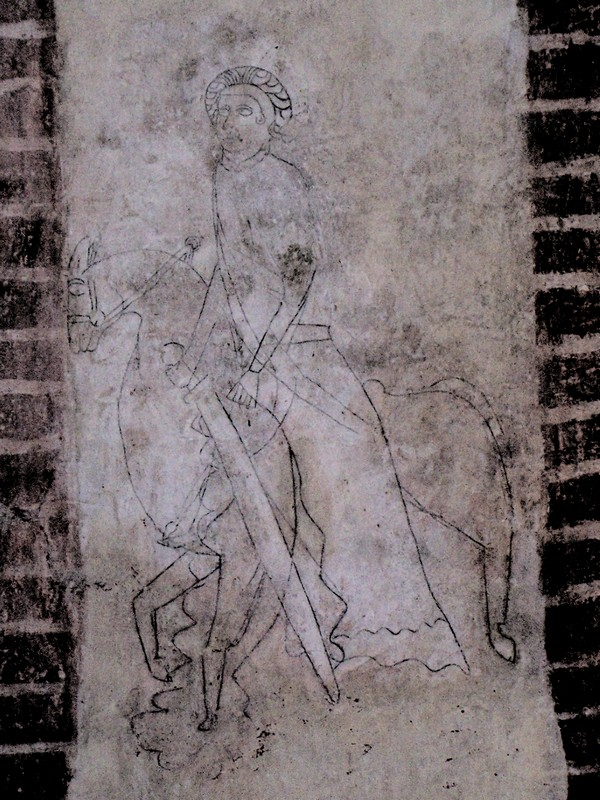
Zeichnung eines Ritters im Triumphbogen

Die Kirche besteht von Ost nach West aus einer halbrunden Apsis, einem wenig höheren leicht eingezogenen Chor, dem wiederum wenig höheren kurzen Kirchenschiff und einem ebenso breiten quadratischen Turm mit längsgerichtetem Satteldach. Die Kirche wird als spätromanischer Feldsteinbau von seltener Einheitlichkeit angesehen. Hauptmaterial an den Fassaden sind Feldsteine, die Einfassungen der Fenster und Türen bestehen aus Backstein.
Tatsächlich weisen die Apsis und der dendrochronologisch auf 1247 datierte Chor ganz und gar romanische Formen auf, ebenso der Triumphbogen zwischen Chor und Schiff. Sämtliche Öffnungen des etwas jüngeren (1259) Schiffs und der Blendengiebel des Turms weisen jedoch gotische Spitzbögen auf. Der Turm hat die Breite Langhauses und ragt fast zwei Meter über das Langhaus empor. Der Blendengiebel ist zusätzlich mit Fialen geschmückt und unten durch einen Vierpassfries gegen das Feldsteinmauerwerk begrenzt. Der Giebel, das darunter liegende Rundfenster und die Dreifenstergruppe an der Südseite des Kirchenschiffs sind in Backstein gefasst und wurden bei der Instandsetzung 1872 teilweise in originalgetreuen Steinformaten erneuert. Das gestufte Westportal besteht überwiegend aus Natursteinquadern. Die Apsis ist mit einer gleichmäßigen Halbkuppel gedeckt, der Chor mit einem beinahe domikalen Kreuzgewölbe mit angedeuteten oder auch nur aufgemalten Bandrippen. Der Anbau der Nordsakristei erfolgte in Backstein. Anfang 2022 wurde mit umfangreichen Sanierungsarbeiten an den als Kreuzstrebendach ausgeführten Konstruktionen der Satteldächer und dem Turm sowie der Instandsetzung des Mauerwerks begonnen.

### Inneres
Das Kirchenschiff hat eine flache Holzdecke, die wohl später erneuert wurde, aber mit der mittelalterlichen Wandbemalung harmonisiert. Unterhalb der Flachdecke befindet sich ein Ornamentband aus Palmetten- und Dreieckmotiven. Während der Restaurierung 1968/69 und 1972 wurden die 1872 mit einer neugotischen Ausmalung überdeckten, teilweise erhaltenen Wandmalereien aus der Bauzeit mit einem nur noch schemenhaft erkennbaren, von zwei Engeln getragenen Gemmenkreuz in der Apsis und der Ritzzeichnung eines Ritters im Triumphbogen freigelegt. Dabei handelt es sich um das wohl älteste Bild eines Ritters in Mecklenburg. Vermutlich wurde hier dem Stifter der Kirche ein Denkmal gesetzt.
Mit der Umgestaltung des Innenraums wurde den freigelegten Ausmalungen und der spätromanischen Raumwirkung Rechnung getragen. 

#### Altar
Der prächtige geschnitzte Flügelaltar aus dem 15. Jahrhundert wurde seitlich im Kirchenschiff aufgestellt. Im Schrein, dem Mittelfeld, die von musizierenden Engeln umgebene Mutter Gottes mit dem Christuskind in einer Strahlenglorie, deren Wolkenrand mit fünf fünfblätterigen Rosen verziert ist. Der in einigen Altären in Mecklenburg noch vorhandene Rosenkranz ist für katholische Christen auch heute noch eine Gebetshilfe. Zu beiden Seiten der Maria in halb so großen Figuren befinden sich Anna Selbdritt, der heilige Georg, ein Bischof und der heilige Johannes Evangelista. In beiden Flügeln befinden sich in zwei Reihen weitere Heiligenfiguren. Im linken Flügel vom Betrachter sind unter den sechs der Apostel Petrus, die heilige Katharina, der Apostel Paulus und der heilige Antonius. Im rechten Flügel befinden sich ebenfalls sechs Heilige, darunter Johannes Baptista, Maria Magdalena, Christophorus, Barbara und Laurentius.
Das geschnitzte Kruzifix, ebenfalls aus dem 15. Jahrhundert, wurde an einem filigranen Stahlkreuz, das den Blick auf die Apsis freigibt, angebracht. Er zeigt in der Gestaltung und im Bildprogramm Parallelen zu den Altären in den Dorfkirchen Slate, Gischow und in der Marienkirche Parchim. 
Der Altar, die Kanzel und der Taufstein aus Beton wurden von dem Crivitzer Bildhauer Wieland Schmiedel in einer schlichten, dem spätromanischen Kirchenraum entsprechenden Form gestaltet.

#### Orgel
Die Orgel auf der Westempore wurde 1873 von dem Orgelbauer Johann Heinrich Runge erbaut. Das Werk befindet sich in einem neugotischen Orgelgehäuse mit spitzbogigen Pfeifenfeldern; das mittlere ist giebelbekrönt. Flankiert werden die Pfeifenfelder von jeweils einem Turm ohne Pfeifenfeld. Eine Besonderheit ist, dass die Register des I. Manuals als Oktavtransmissionen im II. Manual spielbar sind. Das Schleifladen-Instrument hat 8 Register auf zwei Manualen und Pedal, und 5 Transmissionen (II. Manual).
| I. Manual C–f3 |                |     |
| 1.             | Bordun         | 16′ |
| 2.             | Principal      | 8′  |
| 3.             | Hohlflöte      | 8′  |
| 4.             | Viola di Gamba | 8′  |
| 5.             | Octave         | 4′  |
| 6.             | Mixtur II      |     |

| II. Manual C–f3 |         |    |
| 1.              | Gedackt | 8′ |
| 2.              | Octave  | 4′ |
| 3.              | Flöte   | 4′ |
| 4.              | Violine | 4′ |
| 5.              | Octave  | 2′ |

| Pedalwerk C–c1 |          |     |
| 7.             | Subbaß   | 16′ |
| 8.             | Octavbaß | 8′  |

- Koppeln: II/I, I/P

#### Glocken
Im Turm befanden sich zwei Bronzeglocken von 1653 und 1722. Heute ist noch eine mit niederdeutschen Inschrift vorhanden.

#### Grabplatte
Im Chor befindet sich vor dem Altar eine große marmorne Grabplatte von 1782. Die Gruft mit den darin stehenden Särgen der von Schack, von Grabow, von Both und von Bernstorff wurde 1872 zugeschüttet.

## Pastoren
Namen und Jahreszahl bezeichnen die nachweisbare Erwähnung als Pastor.
- erwähnt 1278 Johann.
- um 1312 Johann Dattenberg.
- um 1350 Konrad Fromhold.
- 1397 Hermann von Köppen, vom Papst Bonifaz eingesetzt, ab 1429 Bischof von Schwerin.[8]
- um 1490 Brandanus Lydenow.
- 1411 Kaplan Johannes Ladewich.
- bis 1442 Peter Viti, wurde von Gerck von Schönberg wegen Mastgeld erstochen.
- um 1455 Arnold Plawe.
- bis 1537 Petrus Schröder, danach Kaplan Matthäus Blomberg vom Kloster Rühn.
- um 1542 Dionysius Brunow.
- um 1560 Nicolaus Wichard (Wigert).
- 1570 Adam Aderpohl (Aderpoel).
- 1575 Johann von Cölln aus Rostock.
- 1594 Johann Giseler (Gislerus).
- 1635 Jürgen Landmeier.
- 1646 Johnn Gottschalk, wegen schwächlicher Gesundheit entlassen.
- 1688 Heinrich Holst.
- 1777 Philipp Wanckel.
- 1787 Ernst Gustav Gottfried Wichard.
- 1872–1880 Friedrich Wandschneider.
- 1891–1927 Ludwig Kliefoth.
- 1927–1839 Otto Kayatz.
- 1939–1941 Herbert Schultz.
- 1942–1952 Bruno Vogler.
- 1953–1963 Hermann Stühff.
- 1966–1973 Klaus-Dieter Cyranka.
- 1974–1977 Heinz Däblitz.
- 1983–1986 Christiane Blaschke.
- aktuell Anke Güldner aus Klinken.

## Kirchengemeinde
Die Ev.-Lutherische Kirchengemeinde Frauenmark gehört zur Propstei Parchim, der Pfarrsitz ist Klinken. Seit 1996 verbunden mit Grebbin und Kladrum und ab 2006 mit Garwitz. Seit 2011 vereinigt mit Garwitz, Kladrun und Klinken.

### Gedruckte Quellen
- Mecklenburgisches Urkundenbuch (MUB)
- Mecklenburgische Jahrbücher (MJB)

### Ungedruckte Quellen
Landeskirchliches Archiv Schwerin (LKAS)
- KG Klinken, Pfarre Grebbin 1605–1999.
- KG Frauenmark, Pfarrbesetzungen 1776. Bauzeichnungen 1866.